# Machimus ventriculus
Machimus ventriculus är en tvåvingeart som beskrevs av Becker 1923. Machimus ventriculus ingår i släktet Machimus och familjen rovflugor. Inga underarter finns listade i Catalogue of Life.